# Alfoz de Ibia
El Alfoz de Ibia, también conocido como Alfoz de Hipia formaba parte del Condado de Castilla y comprendía las comarcas septentrionales de la actual provincia de Palencia en la comarca de Aguilar de Campoo, lindante con Cantabria y Burgos y cruzada por el río Pisuerga.
Limitaba al norte Prado, actualmente Valdeprado; al sur con los territorios de Herrera de Pisuerga y de Avia de las Torres; al este con el viejo alfoz de Paredes Rubias en las tierras meridionales del partido de Reinosa y los alfoces de Gama y Amaya; y al oeste Aguilar.
Su señor, Lope Fortunionis, conocido como "domnus Ipia" confirma en el año 1048 la donación del rey García de Navarra a favor del Monasterio de San Salvador de Oña de varios lugares registrados en el año 1011 dentro del alfoz de Paretes Ruuias, extendido por orillas del Ebro en el actual valle de Valderredible.
La forma de Ibia es empleada en la Historia Roderici, al recordar la merced de varios castillos y alfoces hecha por Alfonso VI a favor de Rodrigo Díaz de Vivar: 

"... castrum que dictur Donnas et Castrum Gormaz el Ibia et Campos et Egunna..."
Menéndez Pidal, La España del Cid.

## Historia
El antiguo territorio de Ibia o Hipia estaba formado por el Alfoz de Ibia (Alfoce de Hipia), Porquera, Soterraña y Aguilar de Campoo, aunque estos últimos tres alfoces fueron integrados en la Jurisdicción del Infantado de Covarrubias por el conde castellano García Fernández, en el año 978, y cedido a su hija Urraca García.
Mantenía su personalidad en los años centrales del siglo XII, aunque estaba eclipsado por la preponderancia de Aguilar de Campoo (que con Porquera y Soterraña formaban parte del antiguo territorio de Ibia hasta 978). Estaba dividido en dos: Alfoz de Ibia Mayor (Pomar de Valdivia y Báscones de Valdivia), al pie del Monte Bernorio, y Alfoz de Ibia Menor o del Castillo de Gama (Gama, Villacibio y Valdegama), en el valle de Gama y en la vertiente meridional de la montaña homónima. 
El rey castellano Alfonso VII, confirma a Ferrant Ruiz como Señor del Alfoz Mayor de Ibia. 
En 1146 por voluntad regia, la Tenencia del Alfoz Menor de Ibia es cedida como Señorío al conde Nuño Pérez de Lara, señor (desde 1130) de la Behetría Cerrada de Villegas, de Villamorón, de Villasevil, de Cóbreces, de Guzmán y de Manquillos, y hacia 1150, de Moñux y Castronuño; además fue Tenente Regio de Aguilar de Campoo (1146), Montoro (1154-1156), Alcabón (1156), Abia de las Torres (1157-1177), entre otros, y Regente del Reino de Castilla desde 1164 hasta 1169 (de su sobrino-segundo, el Rey Don Alfonso VIII).